# 1955 na literatura

## Eventos
- 10 de novembro - è lançado o primeiro Guinness World Records.

## Nascimentos
| Data            | Nome            | Profissão                | Nacionalidade | Observações | Ref   |
| --------------- | --------------- | ------------------------ | ------------- | ----------- | ----- |
| 26 de Fevereiro | Rita Ferro      | escritora                | Portugal      |             |       |
| 5 de Julho      | Mia Couto       | escritor                 | Moçambique    |             |       |
| 18 de Agosto    | Brian Aldiss    | escritor                 | Inglaterra    |             |       |
| 24 de Agosto    | Donizete Galvão | escritor e jornalista    | Brasil        |             |       |
| ??              | Milena Agus     | escritora                | Itália        |             |       |
| ??              | António Louçã   | historiador e jornalista | Portugal      |             | [ 1 ] |

## Mortes
| Data            | Nome                | Profissão          | Nacionalidade  | Observações | Ref |
| --------------- | ------------------- | ------------------ | -------------- | ----------- | --- |
| 20 de Janeiro   | Robert P. T. Coffin | poeta              | Estados Unidos | n. 1892     |     |
| 23 de Fevereiro | Paul Claudel        | poeta e dramaturgo | França         | n. 1868     |     |
| 2 de Agosto     | Wallace Stevens     | poeta              | Estados Unidos | n. 1879     |     |
| 12 de Agosto    | Thomas Mann         | romancista         | Alemanha       | n. 1875     |     |

## Prémios literários
- Nobel de Literatura - Halldór Kiljan Laxness
- Prémio Machado de Assis - Onestaldo de Pennafort